# 中央大学陸上競技部
中央大学陸上競技部（ちゅうおうだいがく りくじょうきょうぎぶ）は、中央大学の陸上競技チームである。同大学女子陸上競技部についてもここで解説する。関東学生陸上競技連盟に所属している。

## 概要
陸上競技部（男子）は1920年創部。大学三大駅伝のうち箱根駅伝は2023年12月現在まで最多出場95回、6連覇を含む最多優勝14回を数えるが、1996年以来総合優勝を果たしていない。オリンピック選手輩出数は、OB含め36名（2023年現在）。毎年春秋等に中大記録会を開催している。
女子陸上競技部は、独立した部として1950年創部。全日本大学女子駅伝は2023年12月現在まで2回の優勝経験がある。
男女とも1940年代後半ないし50年代前半から1960年代前半にかけて、日本大学や早稲田大学などを抑え関東インカレと日本インカレで連覇を続けた。

## 歴史
創部翌年の1921年（大正10年）、箱根駅伝（第2回大会）に初出場。1926年（大正15年）、第6回大会で初優勝。当時は他大学含め駅伝選手を揃えるのに苦労し、短距離走など他種目からも狩り出されたりした。中大最初のオリンピアンである田代菊之助は大学専門部経済科に籍を置く傍ら人力車夫でもあり、箱根駅伝（1927年第7回大会・28年第8回大会）に出場した時は30歳を過ぎていた。このように大学専門部から予科・本科と8年在籍した学生や、また社会人等を経由した学生も1970年代に入る頃まで多かった。
そうした学生の一人であった村社講平は27歳時の1932年（昭和7年）に入学。箱根駅伝にも出場し、中大在籍時に1936年ベルリンオリンピックに出場、5000m・10000m両種目で激闘の末に4位となった。この時の走りは、のちの「人間機関車」ことエミール・ザトペックや中大円谷幸吉らに多大な影響を与えた。
概要欄で先述したように、男女とも戦後の1940年代後半ないし50年代前半から60年代前半にかけて、関東インカレと日本インカレで連覇を続けた。同時に箱根駅伝でも60年代半ば頃にかけて、2024年現在まで未だ破られていない6連覇（第35回大会（1959年）から第40回大会（1964年））を達成。
その間、50年代から60年代にかけて、主に立川市営陸上競技場で当時の強豪同士の対抗戦である三陸上部対抗競技会（リッカーミシン・中央大学・日本大学）を実施していた。
1970年代半ばから毎年春先に、日本体育大学との間で中大・日体大定期対抗陸上競技大会を主に日体大健志台陸上競技場で開催している。
1990年代から2010年代以降にかけて、日本選手権リレー競技でみるように、男子4×100mリレー（4継）で10連覇を遂げた早稲田大のほか、日本大、東洋大、順天堂大や筑波大、女子は4継と4×400mリレー（マイル）それぞれでかつて7・8連覇を重ねた福島大のほか、甲南大や立命館大、福岡大、関東であれば青山学院大、早稲田大や日体大などが中大も含めた強豪校として知られている。2024年の日本選手権リレー競技の男子4継で日本大や東海大を振り切り早稲田大に次ぐ2位、日本インカレ及び日本選手権リレー競技の女子マイルではそれぞれ立命大に次ぐ2位、立命大と園田学園女子大に次ぐ3位となり、強豪ライバルの合間で中大も存在感を見せている。

### 箱根駅伝
出場回数、連続出場回数、優勝回数度など多くの部門で1位の記録を持ち、60年代には6連覇を達成する黄金期を築き上げた。戦前には村社、60年代にはテレビ中継の解説者としても活躍した横溝三郎や碓井哲雄、1964年東京オリンピック代表の岩下察男が活躍。同じく東京オリンピック銅メダリストの円谷幸吉は当時自衛隊体育学校にも在籍していたため箱根駅伝には出場していない。円谷の銅メダル獲得は6連覇を果たした最終年にあたり、円谷の活躍と7連覇が期待されたものの出場は認められず、これが7連覇を逃す一因ともなった。
90年代にはセビリア世界陸上マラソン銅メダリストの佐藤信之を輩出している。長年シード校の常連だったが第89回大会での途中棄権を境にシード落ちが続き、OBの藤原正和を監督に招聘するも第93回大会予選会で落選。連続出場記録が87回で途切れてしまった。第98回大会（総合6位）で10年ぶりのシード権を獲得すると、翌99回大会では準優勝を果たした。OBを中心とした「箱根駅伝を強くする会」なども設置されている。

## 現部員
※ 男子は2024年現在、女子は2023年現在
陸上競技部（男子）
- 吉居駿恭 - 陸上競技選手・在学中。10000m走27分44秒48（中大記録：2024年）。吉居大和の弟
- 溜池一太 - 陸上競技選手・在学中。10000m走27分52秒38
- 白川陽大 ‐ 陸上競技選手・在学中。
- 本間颯 - 陸上競技選手・在学中。10000m走27分46秒60
- 助川颯都 ‐ 陸上競技選手・在学中。
- 藤田大智 ‐ 陸上競技選手・在学中。
- 岡田開成 - 陸上競技選手・在学中。
- 佐藤大介 ‐ 陸上競技選手・在学中。

女子陸上競技部
- 田路遥香 - 4年、100m走選手
- 深澤あまね - 3年、100m走選手
- 飯田景子 - 3年、400m走選手
- 松岡萌絵 - 3年、400m・400mハードル走選手
- 風間歩佳 - 陸上競技選手。

## 主な出身者
※ 2024年現在

### 陸上競技部（男子）
短距離
- 佐々木吉蔵
- 相原豊次
- 清藤享
- 赤木完次
- 潮喬平
- 垣守博 - 110m・400mハードル走選手
- 谷川聡
- 篠貴裕 - 100m走選手（前 都高校記録10:39保持者）
- 川面聡大
- 飯塚翔太
- 木村淳 - プロボクサー
- 舘野哲也
- 谷口耕太郎
- 藤原寛人

フィールド種目
- 阿部功
- 西内文夫 - 元中大陸上競技部監督
- 柴田宏
- 石部安浩 - 元中大陸上競技部監督（1978年 - 90年）、中大法学部教授
- 小栗忠 - 元中大陸上競技部監督（2004年 - 14年）

中距離
- 山口東一
- 猿渡武嗣
- 室矢芳隆
- 森本葵 - 元駒澤大陸上競技部監督
- 田母神一喜
- 舟津彰馬
- 金子魅玖人 - 2022年日本選手権800m走優勝

長距離
- 田代菊之助
- 村社講平
- 田中秀雄
- 西田勝雄
- 田邉定明
- 井上治
- 渡辺和己
- 谷敷正雄
- 横溝三郎 - 2024年11月まで東京国際大駅伝部監督
- 円谷幸吉
- 岩下察男
- 碓井哲雄 - 駅伝解説者、元Honda監督
- 若松軍蔵
- 大志田秀次 - 2022年まで東京国際大駅伝部監督、Hondaエグゼクティブアトバイザー
- 浦田春生 - 元Honda監督、元中大長距離・駅伝監督（2008年 - 16年） - 現中大長距離・駅伝渉外
- 吉崎修
- 大澤陽祐 - 元Honda監督
- 田幸寛史 - 元中大長距離・駅伝監督。のちエスビー食品・中国電力監督。2023年より青山学院大駅伝コーチ
- 板橋弘行
- 松本秀之
- 武井康真
- 佐藤信之
- 菅陽一郎
- 川波貴臣 - 2024年よりQTnet陸上競技部監督
- 榎木和貴 - 現創価大駅伝部監督
- 松田和宏
- 石本文人
- 小川智 - 現Honda監督
- 板山学 - 元日清食品グループヘッドコーチ、現SGホールディングスコーチ
- 永井順明 - 現JR東日本ヘッドコーチ
- 藤原正和 - 現中大長距離・駅伝監督（2016年 - ）
- 野村俊輔
- 高橋憲昭
- 山本亮 - 現中大長距離・駅伝コーチ
- 上野裕一郎 - 2023年10月まで立教大駅伝監督
- 大石港与 - 現中大長距離・駅伝コーチ
- 梁瀬峰史 - 弁護士
- 堀尾謙介
- 中野翔太
- 吉居大和
- 湯浅仁

### 女子陸上競技部
短距離
- 林田智美 - 100mハードル走選手
- 佐々木あゆみ - 100mハードル走選手
- 柿沼和恵 - 200m・400m走選手
- 田子雅 - 400mハードル走選手
- 矢野美幸 - 400mハードル走選手
- 米田知美 - 400mハードル走選手
- 岩田優奈 - 400m走選手

フィールド種目
- 高橋ヨシ江（浜松ヨシ江） - 元中大女子陸上競技部監督
- 阿部藤江
- 志田順子
- 福田晶子
- 松田靖子
- 稲岡美千代
- 吉田文代 - 2023年より中大女陸コーチ
- ヘンプヒル恵

中距離
- 木崎正子
- 萩原亜希子
- 平川敦子
- 徳田由美子

長距離
- 岩井都
- 鈴木智香子 - 元中大女陸長距離・駅伝監督（2019 - ）
- 山内美根子
- 鈴木真紀
- 小出正子
- 篠塚麻衣
- 五島莉乃